# Andrei Wladimirowitsch Babuschkin
Andrei Wladimirowitsch Babuschkin (russisch Андрей Владимирович Бабушкин; * 28. Januar 1964, Swjagino, Oblast Moskau, UdSSR; † 14. Mai 2022 in Moskau) war ein russischer Politiker. Er war Mitglied im Menschenrechtsrat beim russischen Präsidenten.

## Leben
Andrei Babuschkin studierte Soziologie an der Staatlichen Universität in Moskau. 1989 schloss er sein Studium ab und arbeitete als wissenschaftlicher Mitarbeiter in Moskau.
Seit 1990 war er in verschiedenen kommunalen Vertretungen tätig.
1996 wurde er Vorsitzender der neu gegründeten Nichtregierungsorganisation Komitee für Bürgerrechte. 1999 wurde er Mitglied der Partei Jabloko.
Er kandidierte bei verschiedenen Wahlen.
2008 wurde er direkt gewählter Abgeordneter für die Stadtteilversammlung von Otradnoje mit 33,7 % der Wählerstimmen. 2012 wurde er mit 45 % wiedergewählt.
Andrej Babuschkin war Mitglied im Menschenrechtsrat beim russischen Präsidenten. 2012 wurde er zum Vorsitzenden der Arbeitsgruppe zur Unterstützung gesellschaftlicher Beobachtungskommissionen und zur Reform des Strafvollzugssystems ernannt.
Andrei Babuschkin veröffentlichte zahlreiche Publikationen zu aktuellen gesellschaftlichen Problemen.
Er starb am 14. Mai 2022 im Alter von 58 Jahren an einer Bauchspeicheldrüsenentzündung.